# ガーナの世界遺産
ガーナの世界遺産 （ガーナのせかいいさん）はユネスコの世界遺産に登録されているガーナ国内の文化・自然遺産。
※この項目はウィキプロジェクト 世界遺産に準じて作成されています

## 文化遺産
- ヴォルタ州、グレーター・アクラ州、セントラル州、ウェスタン州の城塞群 - (1979年)
- アシャンティの伝統的建築物群 - (1980年)

## 自然遺産
なし

## 複合遺産
なし